# 石橋真
石橋 真（いしばし まこと、1972年10月20日 - ）は、中国放送（RCC）のアナウンサー。福岡県直方市出身。

## 来歴・人物
神戸学院大学人文学部人文学科卒業後、1996年に入社。以来、スポーツアナウンサーとして主にJリーグ中継を担当。ラジオ番組「広島サッカー向上委員会」のパーソナリティとしてサンフレッチェ広島について紹介している。またJリーグのみに留まらず、プロ野球中継や駅伝などの実況も務める。また、ニッポン放送JリーグRADIO（ニッポン放送サッカー中継）にもサンフレッチェリポーターとして出演することがある。
2005年12月に結婚。特技はバック転。海外1人旅が好き。

## 現在の担当番組

### テレビ
- 侍プロ野球、他スポーツ中継
- RCCニュース

### ラジオ
- RCCカープナイター
- それ聴け!スポ魂!
  - 2017年度 木曜「VENUS!」
  - 2018年度 火曜「広島のアスリートにフォーカス」
- カープのUlala! (2021年4月- 不定期出演)
- 中国新聞ニュース
- まるっと日常ワイド えんまん。（2024年4月1日 - ）

## 過去の担当番組

### テレビ
- じゃんが×2スタジアム〜ひろしまスポーツ応援団〜（2009年 - 2010年）解説 サンフレッチェ広島F.C担当
- 瀬戸内釣り物語（2009年-2011年）佐々岡真司（広島東洋カープ投手→中国放送・TBSテレビ・TBSラジオ野球解説者→広島コーチ→広島監督）と出演
  - 瀬戸内釣り物語〜旬魚を求めて!美女と巡る船釣り三昧の巻〜（2009年）[2]
  - 瀬戸内釣り物語〜狙えロックフィッシュ!幻の高級魚とメバル連発の巻〜（2010年）[3]
  - 瀬戸内釣り物語〜春が来た!アイドル登場！目指せ釣りマスターへの道の巻〜（2011年）[4]
- カープ日本一TV 2017 〜チーム一丸!ハワイで誓う覚悟!〜（2017年1月1日）

### ラジオ
- 広島サッカー向上委員会（2000年4月 - 2007年3月25日）委員長
- マツダ・ミュージックドライブ
- 広島ビッグアーチで開催されるサンフレッチェ広島主催試合でのミニFM（90.0MHz)の実況。(2008年をもって廃止)
- 石橋真のバリシャキNOW(金曜パーソナリティー)2010.4-2014.3
- 道盛浩のバリシャキNOW（月曜コーナー「バリシャキFC」担当)
- ありがとう!エディオンスタジアム〜サンフレッチェ広島と歩んだ30年〜（2023年11月23日）
- おひるーな (水・木)